# 二苯丁基哌啶类抗精神分裂药
二苯丁基哌啶类抗精神分裂药

## 作用机理
此类药物的作用机理与酚噻嗪类的作用机理类似，但除了酚噻嗪类所具有的中枢多巴胺能神经抑制作用之外还有钙离子通道的抑制作用。此外由于此类药物吸收分布代谢过程周期较长，因此其口服的作用时间很长，是一类长效口服抗精神分裂药物

## 不良反应
此类药物的主要不良反应与酚噻嗪类类似，不同的是其锥体外系反应较轻，没有中枢抑制的反应但有可能导致失眠，头晕无力，没有因为阻短肾上腺素能神经造成的不良反应如体位性低血压。

## 发展历史
在对丁酰苯类的研究过程中人们发现了改变丁酰苯类药物支链结构引入取代苯基后，药物的代谢周期延长，并对阴性症状具有一定的疗效，这便是最早的二苯丁基哌啶类抗精神分裂药匹莫齐特。此后人们对匹莫齐特进行结构优化开发出了五氟利多等作用时间更长的药物

## 临床应用
作为长效口服制剂，用于抑制精神分裂症的阳性症状、阴性症状,可以用于因病情而激烈抗拒服药的患者

## 代表药物
- 五氟利多